# 4-나이트로벤즈알데하이드
4-나이트로벤즈알데하이드(영어: 4-nitrobenzaldehyde)는 알데하이드이며, 파라 치환된 나이트로기를 함유하고 있는 유기 방향족 화합물이다.
나이트로벤질다이아세트산은 아세트산 무수물에서 4-나이트로톨루엔과 산화 크로뮴(VI)의 반응에 의해 얻어진다. 4-나이트로벤즈알데하이드는 에탄올에서 황산에 의해 가수분해되어 얻어진다.
|  |

## 같이 보기
- 나이트로벤즈알데하이드
- 2-나이트로벤즈알데하이드
- 3-나이트로벤즈알데하이드